# KAZ.KAR.
«KAZ.KAR.» (попередня назва — «KAZKOVYY KARNAVAL») — міжнародний благодійний фестиваль казок, який проходить з 2006 року у Львові, презентує роботи казкарів за напрямами: театральне мистецтво, образотворче мистецтво, література, танцювальне мистецтво, анімація, наукове дослідження феномену казки та карнавальний костюм. Завдання фестивалю — представити казку як мистецтво, що формує особистість та збагачує її духовний світ.
Значення Фестивалю полягає у допомозі пасіонаріям та майстрам мистецтва казки втілювати власні прагнення крізь призму творчої заанґажованості, що загалом сприятиме піднесенню культури казки на новий рівень у суспільстві та відкриє простір без кордонів для креативної самореалізації.[джерело?]

## Історія фестивалю
Фестиваль був заснований у 2006 році з ініціативи Андрія Сендецького. Його організаторами є ГО «Центр Культурно-Мистецьких Ініціатив». Проходить кожні три роки.

## Фестиваль

### IV фестиваль (2016)

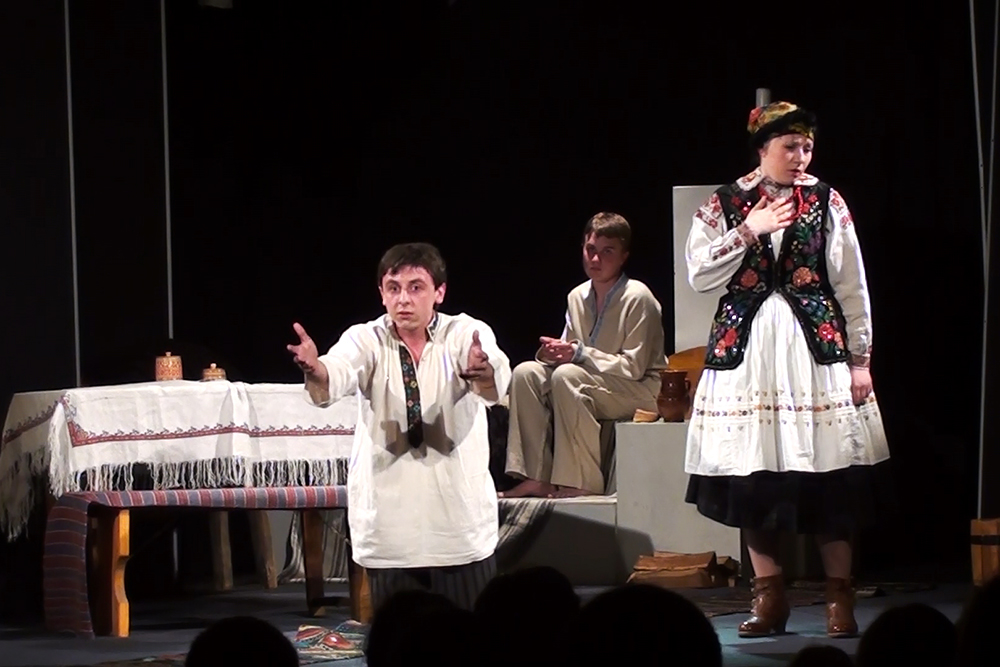
Сцена з вистави «По щучому велінню» за п'єсою Марка Кропивницького — учасник театральної номінації

Кульмінація IV Міжнародного благодійного фестивалю (трієнале) казок «KAZ.KAR.» відбулась з 10 по 14 червня у Львові. Шанувальники мистецтва казки з України, Швейцарії, Польщі, Чехії, Словаччини, Німеччини, Італії та Нідерландів мали можливість оцінити рівень представлених робіт, кращі з яких були представлені у виставкових залах Львівської Національній галереї мистецтв ім. Б. Г. Возницького, урочиста презентація якої відбулася 10 червня. В рамках події відбулися два десятки майстер-класів, відбувся художній  пленер.
Програма номінації «Театральне мистецтво» складалася з півтори десятків вистав. У номінації «Літературні читання» казкарі презентували свої художні твори. Під завершення відбувся круглий стіл (статті учасників доступні у репозиторії центру).
Міжнародне журі складалося з фахівців образотворчого, театрального мистецтва, літератури, науковці. Голова колегії Фестивалю «KAZ.KAR.» 2016 — народна артистка України Ада Роговцева

### V фестиваль (2019)

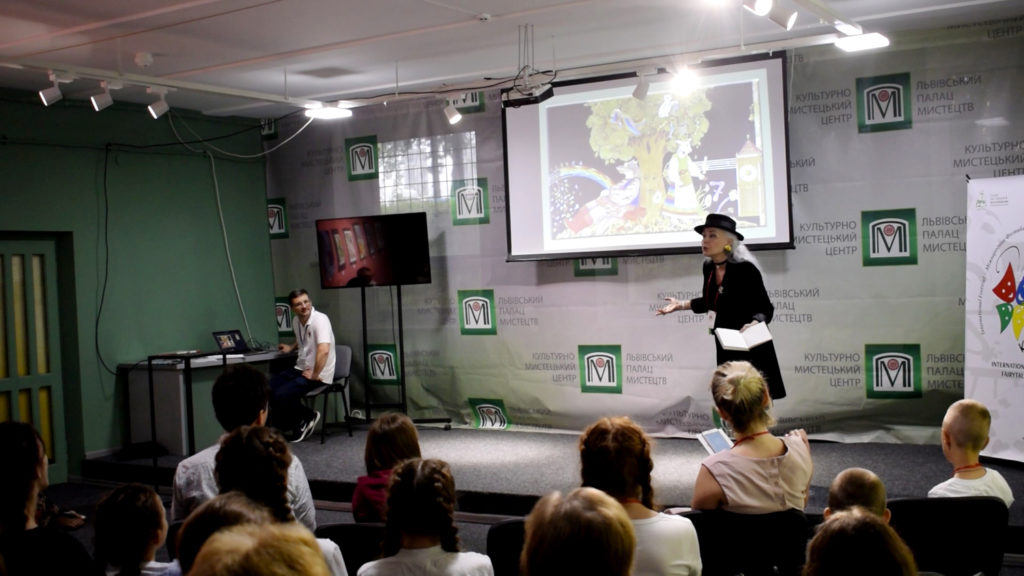
Виступ Вікторії Ковальчук під час наукового крулого столу

П’ятий Міжнародний благодійний фестиваль (трієнале) казок «KAZ.KAR.» відбувався з 30 травня по 2 червня 2019 року, й проводився у пам’ять режисера та засновника Львівського театру естрадних мініатюр «І люди, і ляльки» Олега Новохацького, який з прем’єрного Фестивалю Казок підтримував і допомагав його провести.
Учасниками фестивалю стали представники Білорусі, Польщі, Словаччини, Боснії і Герцеговини, Сербії, Косово, Румунії, Чехії, Нідерландів, Швейцарії, Ізраїлю, Південно-Африканської Республіки, Японії, України, серед яких також діти, котрі позбавлені батьківської опіки.
До складу міжнародного професійного журі увійшли фахівці з галузі образотворчого мистецтва — вісім осіб з України і троє з-поза її меж: Вікторія Ковальчук (Львів), Юлія Стемпіцька (Львів), народний артист України Григорій Шумейко (Львів), доктор філологічних наук, магістр, доцент кафедри культурології Філософського факультету Університету Костянтина Філософа Мірослав Баллай, народна артистка України Ірина Мазур (Львів), заслужена артистка України Христина Трач (Львів), хореографи-постановники Катерина Белявська та Богдан Урхов (Київ), Агнєшка Даца (Краків), Міся Конопка (Варшава). Голова журі — народна артистка України Лариса Кадирова.
До  участі у фестивалі було залучено дітей, що мешкають у спеціалізованих  осередках  (близько  двох  сотень  осіб),  дітей,  батьки  яких  перебували в зоні АТО (близько сотні осіб), людей з фізичними вадами (близько пів сотні осіб) та чимало інших людей з соціально мало захищених категорій (ініціатива благодійного  фонду  «Торба») — вони взяли участь у майстер-класах з образотворчого та акторського мистецтва, переглянули вистави-казки, оглянули екскурсії містом, зустрілись і поспілкувались з авторами казок та отримали подарунки й ласощі.

### VI фестиваль (2022)
У зв’язку з запровадженням воєнного стану в Україні проведення фестивалю перенесено на невизначений термін.